# هودغنفيل
هودغنفيل (بالإنجليزية: Hodgenville, Kentucky)‏ هي مدينة تقع في مقاطعة لارو، كنتاكي بولاية كنتاكي في وسط جنوب شرق الولايات المتحدة. تبلغ مساحة هذه المدينة 4.5 (كم²)، وترتفع عن سطح البحر 222 م، بلغ عدد سكانها 2874 نسمة في عام 2000 حسب إحصاء مكتب تعداد الولايات المتحدة وتصل الكثافة السكانية فيها 643.9 نسمة/كم2.

## التركيبة السكانية
حدّد مكتب تعداد الولايات المتحدة بيانات التركيبة السكانية لهودغنفيل في تعداد الولايات المتحدة. في ما يلي، التركيبة السكانية حسب تعدادي 2000 و2010.

### تعداد عام 2000
بلغ عدد سكان هودغنفيل 2,874 نسمة بحسب تعداد عام 2000، وبلغ عدد الأسر 1,235 أسرة وعدد العائلات 782 عائلة مقيمة في المدينة. في حين سجلت الكثافة السكانية 524.5 نسمة لكل كيلومتر مربع (1,358.4/ميل2). وبلغ عدد الوحدات السكنية 1,349 وحدة بمتوسط كثافة قدره 246.2 لكل كيلومتر مربع (637.7/ميل2).
وتوزع التركيب العرقي للمدينة بنسبة 86.64% من البيض و11.27% من الأمريكيين الأفارقة و0.24% من الأمريكيين الأصليين و0.07% من الأمريكيين ذوي الأصول الآسيوية و0.35% من الأعراق الأخرى و1.43% من عرقين مختلطين أو أكثر و1.18% من الهسبانيون أو اللاتينيون من أي عرق.
بلغ عدد الأسر 1,235 أسرة كانت نسبة 31.7% منها لديها أطفال تحت سن الثامنة عشر تعيش معهم، وبلغت نسبة الأزواج القاطنين مع بعضهم البعض 42.3% من أصل المجموع الكلي للأسر، ونسبة 18.1% من الأسر كان لديها معيلات من الإناث دون وجود شريك،  بينما كانت نسبة 2.9% من الأسر لديها معيلون من الذكور دون وجود شريكة وكانت نسبة 36.7% من غير العائلات. تألفت نسبة 34.1% من أصل جميع الأسر من عدة أفراد يعيشون في نفس المنزل ونسبة 17.4% كانت تتألف من شخص يعيش بمفرده يبلغ من العمر 65 عاماً أو أكثر. وبلغ متوسط حجم الأسرة المعيشية 2.17، أما متوسط حجم العائلات فبلغ 2.76.
بلغ العمر الوسطي للسكان 40.8 عاماً. وكانت نسبة 22.8% من القاطنين تحت سن الثامنة عشر، وكانت نسبة 7.3% بين الثامنة عشر والرابعة والعشرين عاماً، ونسبة 23.7% كانت واقعةً في الفئة العمرية ما بين الخامسة والعشرين والرابعة والأربعين عاماً، ونسبة 22.2% كانت ما بين الخامسة والأربعين والرابعة والستين، ونسبة 17.3% كانت ضمن فئة الخامسة والستين عاماً فما فوق. يوجد لكل 100 أنثى 81.4 ذكر، ويوجد لكل 100 أنثى في الثامنة عشر من عمرها فما فوق 74.7 ذكر.
بلغ متوسط دخل الأسرة في المدينة 25,132 دولارًا، أما متوسط دخل العائلة فبلغ 37,125 دولارًا. وكان متوسط دخل الذكور 30,678 دولارًا مقابل 18,095 دولارًا للإناث. وسجل دخل الفرد الخاص بالمدينة 14,794 دولارًا. وكانت نسبة 16.9% من العائلات ونسبة 22.3% من السكان تحت خط الفقر، وكان من هؤلاء نسبة 27.4% تحت سن الثامنة عشر ونسبة 21.5% في الخامسة والستين من العمر وما فوق.

### تعداد عام 2010
بلغ عدد سكان هودغنفيل 3,206 نسمة بحسب تعداد عام 2010، وبلغ عدد الأسر 1,295 أسرة وعدد العائلات 791 عائلة مقيمة في المدينة. في حين سجلت الكثافة السكانية 585 نسمة لكل كيلومتر مربع (1,515.1/ميل2). وبلغ عدد الوحدات السكنية 1,374 وحدة بمتوسط كثافة قدره 250.7 لكل كيلومتر مربع (649.3/ميل2).
وتوزع التركيب العرقي للمدينة بنسبة 86.65% من البيض و8.61% من الأمريكيين الأفارقة و0.25% من الأمريكيين الأصليين و0.03% من الأمريكيين ذوي الأصول الآسيوية و2.46% من الأعراق الأخرى و2% من عرقين مختلطين أو أكثر و6.05% من الهسبانيون أو اللاتينيون من أي عرق.
بلغ عدد الأسر 1,295 أسرة كانت نسبة 31.7% منها لديها أطفال تحت سن الثامنة عشر تعيش معهم، وبلغت نسبة الأزواج القاطنين مع بعضهم البعض 36.4% من أصل المجموع الكلي للأسر، ونسبة 20% من الأسر كان لديها معيلات من الإناث دون وجود شريك،  بينما كانت نسبة 4.6% من الأسر لديها معيلون من الذكور دون وجود شريكة وكانت نسبة 38.9% من غير العائلات. تألفت نسبة 34.4% من أصل جميع الأسر من عدة أفراد يعيشون في نفس المنزل ونسبة 15.4% كانت تتألف من شخص يعيش بمفرده يبلغ من العمر 65 عاماً أو أكثر. وبلغ متوسط حجم الأسرة المعيشية 2.27، أما متوسط حجم العائلات فبلغ 2.86.
بلغ العمر الوسطي للسكان 36.8 عاماً. وكانت نسبة 23.1% من القاطنين تحت سن الثامنة عشر، وكانت نسبة 9.7% بين الثامنة عشر والرابعة والعشرين عاماً، ونسبة 26% كانت واقعةً في الفئة العمرية ما بين الخامسة والعشرين والرابعة والأربعين عاماً، ونسبة 22.2% كانت ما بين الخامسة والأربعين والرابعة والستين، ونسبة 18.9% كانت ضمن فئة الخامسة والستين عاماً فما فوق. وتوزع التركيب الجنسي للسكان بنسبة 47% ذكور و53% إناث.

## أعلام
- ويليام إي. ثورمان
- أبراهام لينكون

## وصلات خارجية
- The US50 - Cities and Towns in Kentucky State